# Librería des Colonnes
La librería des Colonnes es la librería más antigua de Tánger.

## Historia
Después de la Segunda Guerra Mundial, toda una generación de escritores estadounidenses y franceses hicieron de Tánger su ciudad de residencia, naciendo en 1949 la librería des Colonnes, dirigida por una familia de entusiastas de la literatura belga, la familia Gerofi, esta librería pronto se convirtió en crisol de la escena literaria de Tánger, puente entre las artes, las culturas, esta acoge la primera exposición del artista Ahmed Yacoubi primer artista marroquí que han tenido una influencia internacional  y refugio y lugar literario favorito de muchos de los principales autores de la Beat Generation, que vienen a encontrar la inspiración, hacen reuniones y difunden sus ideas a un público internacional, tanto como los libros de ésta, en idiomas como el francés, Inglés, español y árabe, como Paul Bowles, que la utilizaba como apartado de correos, siendo Mohamed Choukri un asiduo de su sala de lectura, a  Burroughs que escribió su obra principal en la ciudad, Tennessee Williams, Paul Morand, Jean Genet, Marguerite Yourcenar, Jack Kerouac, Juan Goytisolo, en un espacio de libertad, que permite la publicación de libros antifranquistas. En la librería trabajó Ángel Vázquez Molina.
En la actualidad, sigue siendo lugar de paso y encuentro de grandes nombres de la literatura: Amin Maalouf, el escritor de viajes John Hopkins, Mohamed Mrabet, Abdellah Taïa gracias a la dirección desde el 2004 de Simon Peter, escritor de origen francés, ampliando su negocio con ediciones de libros autores principalmente marruequíes. Acompañando el dinamismo cultural marroquí, la editorial tiene como objetivo publicar literatura árabe y francesa que destaque la creación y el dinamismo de Tánger, Marruecos y el Mediterráneo y de Pierre Bergé, fundador de la revista literaria  Nejma , que la rebarió en el 2010, dándole un segundo aire y deseando publicar libros relacionados con Tánger y la librería en una revista que mezcla autores famosos y desconocidos, en torno a diversos temas que abordan las nociones de ciudad o fronteras, por ejemplo, con textos e imágenes de autores y artistas visuales de diferentes expresiones, así como lecturas.